# Paraulògic
Paraulògic és un joc lingüístic en format de passatemps creat per l'entitat Rodamots que té com a objectiu posar a prova les habilitats lèxiques dels jugadors, obligant-los a trobar tants mots catalans com sigui possible. Els creadors s'han inspirat en l'Spelling bee del New York Times.
La mecànica del 'Paraulògic' és ben simple. L'usuari disposa de set lletres, col·locades en sis hexàgons blaus i un de vermell que imiten les cel·les d'un rusc. La finalitat és localitzar el nombre més gran de paraules a partir d'aquestes lletres a condició que continguin la lletra de l'hexàgon central de color vermell. Les paraules han de tenir un mínim de tres lletres i la combinació de lletres canvia cada dia. No s'admeten noms propis, només paraules que apareguin al Diccionari de la llengua catalana de l'Institut d’Estudis Catalans (DIEC). A més, si hom clica damunt del mot, n'apareix la definició. El joc funciona amb un sistema de punts i com més llargues són les paraules, més punts s'aconsegueixen. Les de tres lletres valen un punt; les de quatre, dos punts, i a partir de cinc lletres, els punts equivalen al nombre de lletres que tingui la paraula. També es poden formar paraules amb totes les lletres disponibles al rusc, que valen deu punts i s'anomenen tuti (de l'italià "tutti"). Se'ls ha de sumar, per això, el valor de cada lletra. A mesura que l'usuari va aconseguint punts, progressa pels nivells d'assoliment del joc.

## Repercussió
El joc ha tingut bona acollida i una bona crítica, i ha generat un nombre considerable de seguidors a les xarxes socials, amb jugadors que publiquen els resultats i discuteixen la llista de paraules de cada dia a Twitter, així com les exclusions del DIEC.
Diversos portals i comunitats en línia han sorgit per oferir suport als jugadors, com ara recopilatoris diaris de solucions, consells estratègics i espais de debat sobre paraules acceptades o rebutjades pel joc. Aquesta implicació ha convertit Paraulògic no només en un passatemps, sinó també en una eina col·laborativa per aprofundir en el coneixement de la llengua catalana.

## Influència
L'èxit del joc ha motivat el desenvolupament del Berbaxerka, un clon del Paraulògic adaptat al basc, del Caxellu, una adaptació a l'asturià, i del Pensatermos, en gallec. També ha influenciat l'adaptació del joc Wordle al català.

## Reconeixements
El desembre de 2022 fou guardonat amb el premi Pompeu Fabra, per la contribució a l’impuls del català.